# Эфиппигеры
Эфиппигеры (лат. Ephippiger) — род насекомых из семейства шароголовых кузнечиков (Bradyporidae).

## Описание
У этих кузнечиков крылья редуцированы, а переднеспинка напоминает своей формой седло (латинское название ephippium означает «седло лошади»). Их крылья непригодны для полёта и используются только для испускания звуков. Самки, так же как и самцы, способны стрекотать. Седловидная переднеспинка при стрекотании играет роль рупора, усиливая звук.

## Распространение
Виды этого рода в основном встречаются в Южной и Центральной Европе, Ближнем Востоке.

## Виды
- Ephippiger apulus (Ramme, 1933)
- Ephippiger bormansi Brunner von Wattenwyl, 1882
- Ephippiger camillae Fontana & Massa, 2000
- Ephippiger carlottae Fontana & Odé, 2003
- Ephippiger cavannai Targioni-Tozzetti, 1881
- Ephippiger cruciger (Fiebig, 1784)
- Эфиппигера южная[1] (Ephippiger discoidalis) Fieber, 1853
- Ephippiger diurnus Dufour, 1841
- Эфиппигера виноградная[1] (Ephippiger ephippiger) (Fiebig, 1784)
- Ephippiger mischtschenkoi Harz, 1966
- Ephippiger perforatus (Rossius, 1790)
- Ephippiger persicarius Fruhstorfer, 1921
- Ephippiger provincialis Yersin, 1854
- Ephippiger rugosicollis Serville
- Ephippiger ruffoi Galvagni, 1955
- Ephippiger terrestris Yersin, 1854
- Ephippiger tropicalis Baccetti, 1985
- Ephippiger zelleri Fischer, 1853

## Галерея

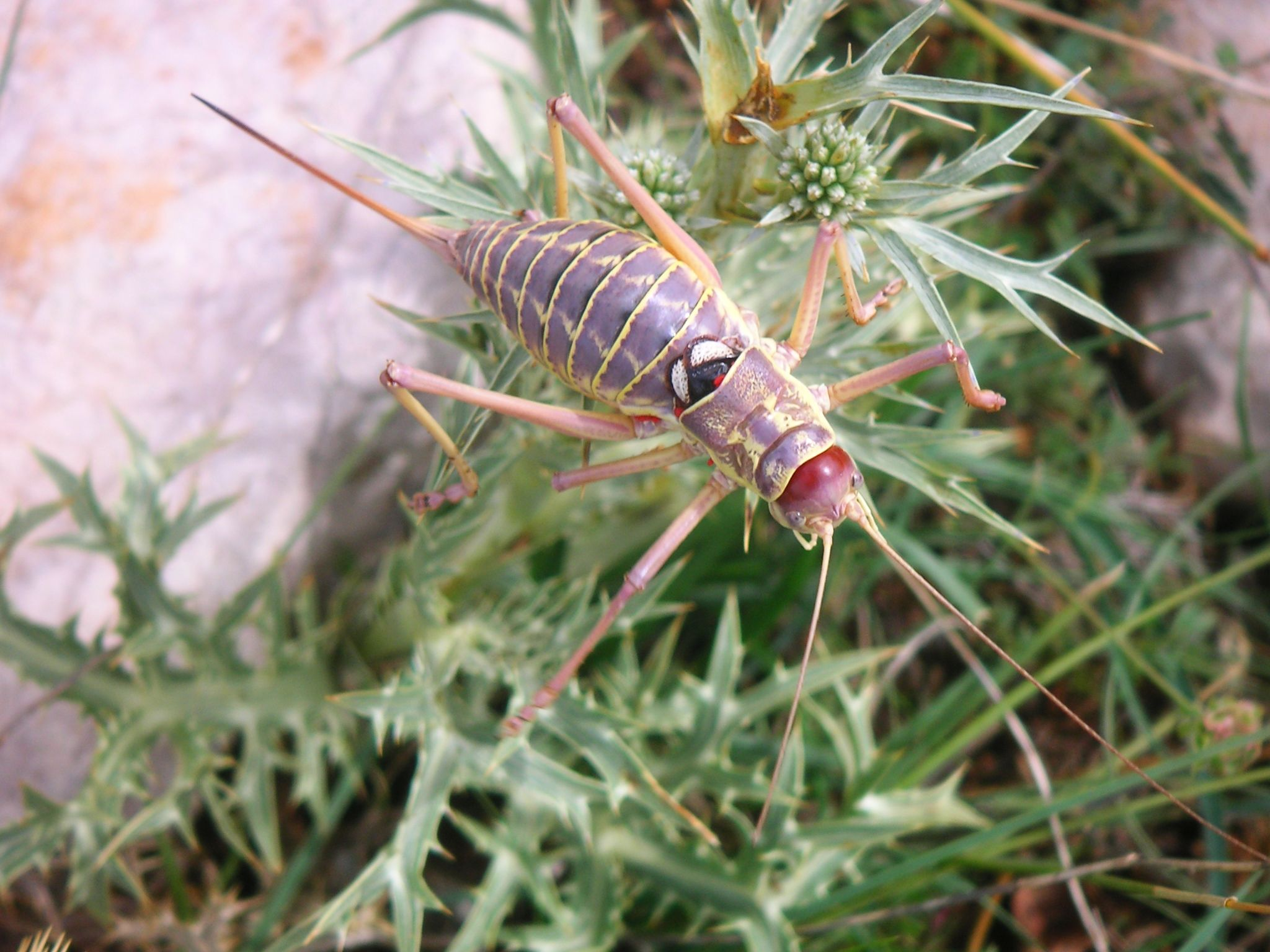
Ephippiger discoidalis
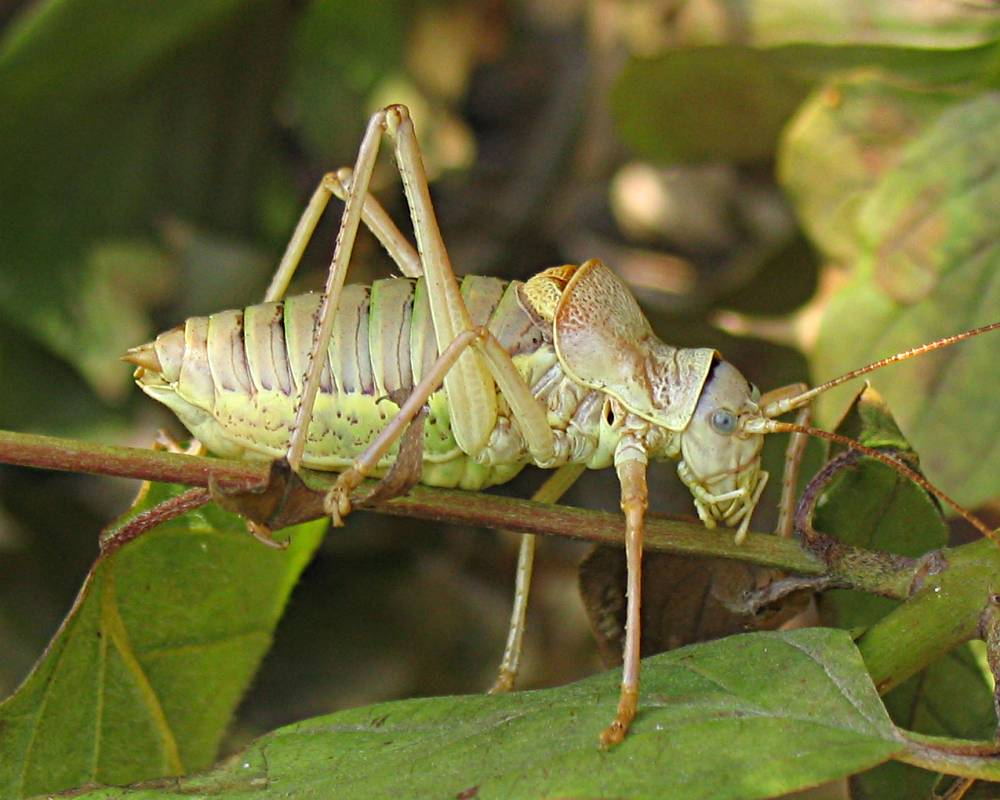
Ephippiger ephippiger
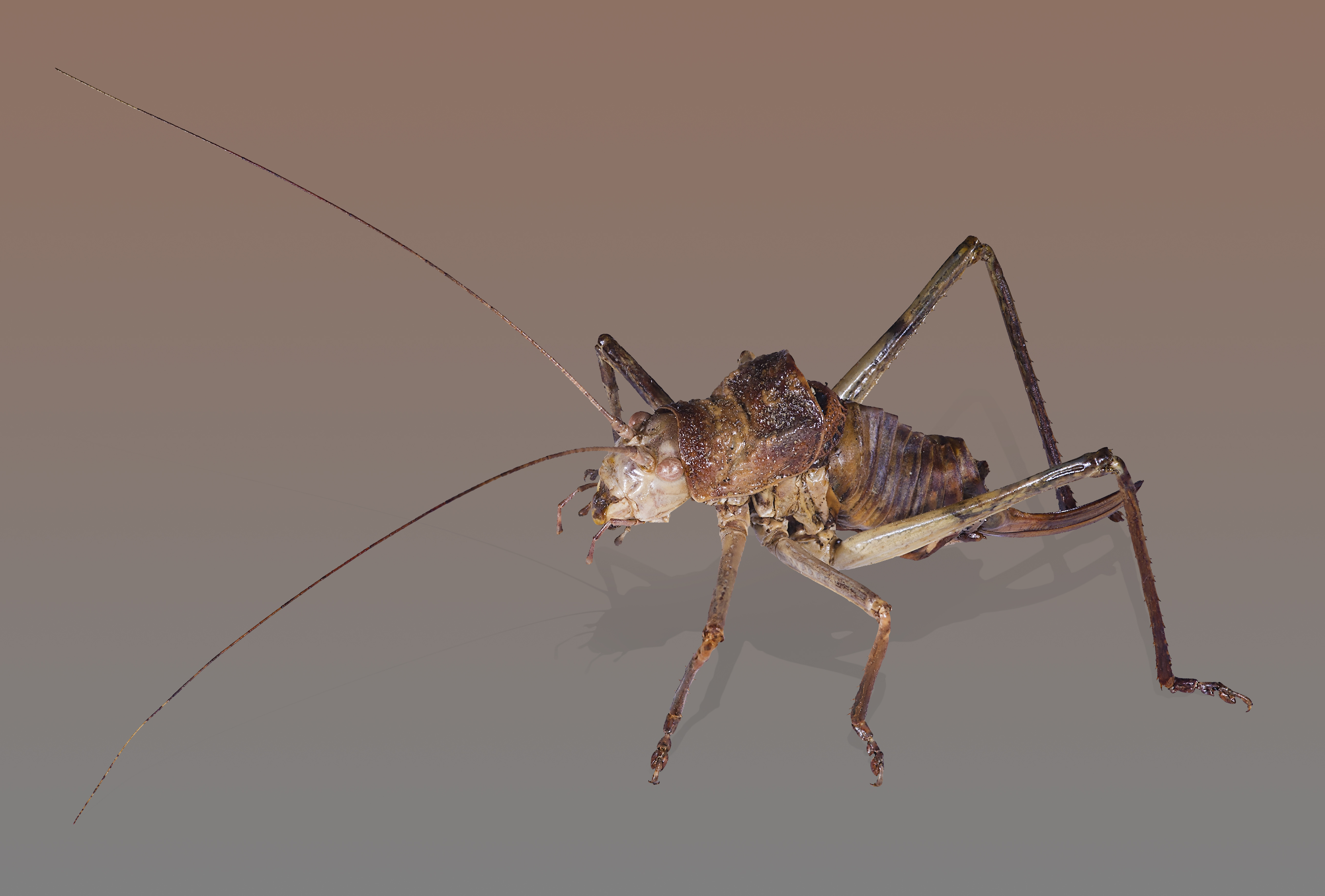
Ephippiger provincialis
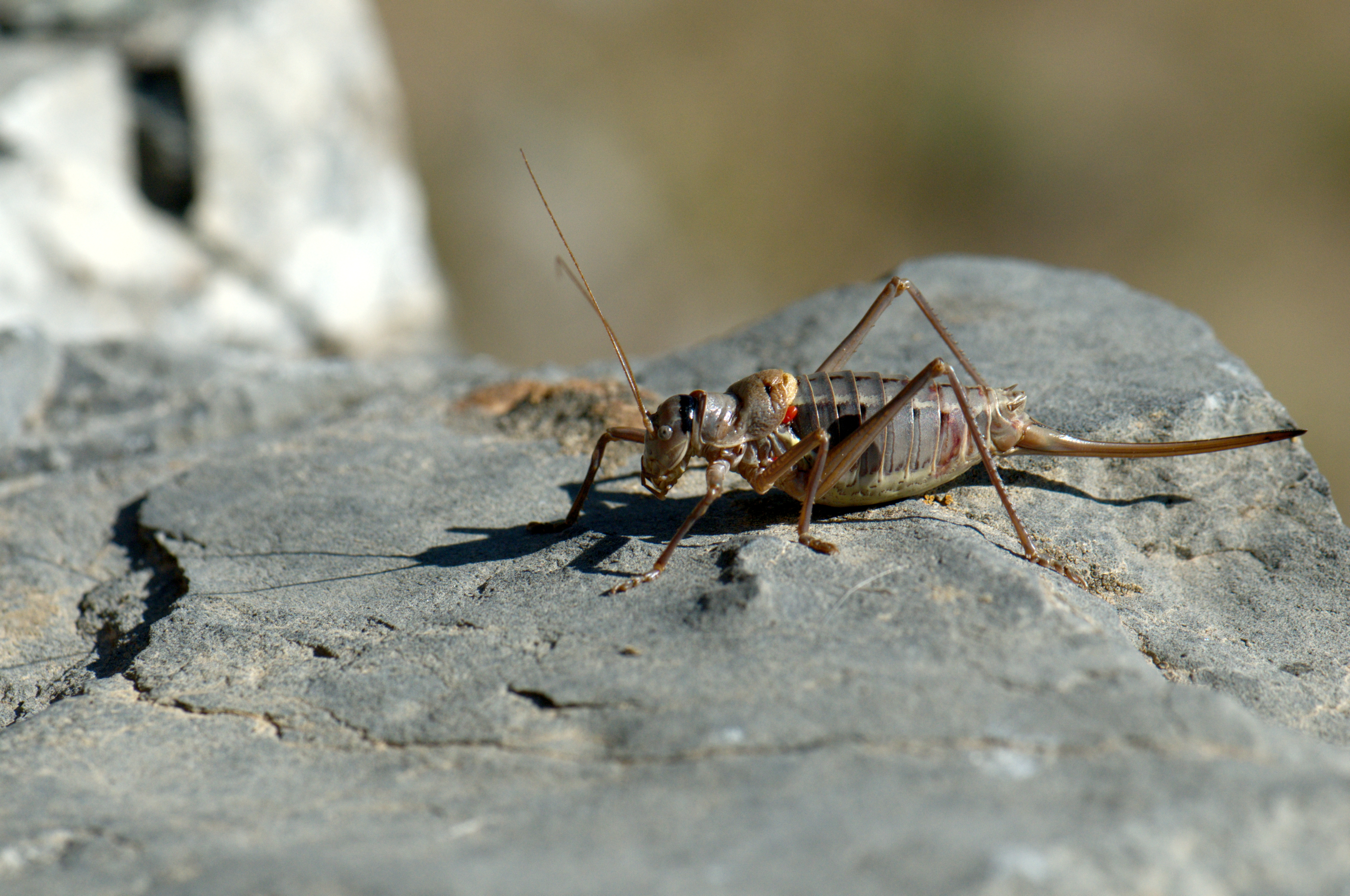
Ephippiger terrestris terrestris